# Японоведение
Японове́дение, либо япони́стика (яп. 日本学 Nihongaku) — представляет собой междисциплинарное научное направление, охватывающее широкий спектр знаний о Японии. Это комплексное изучение японской цивилизации, включающее в себя подробное изучение и исследование языка, истории, политики, экономики, культуры, искусства, религии, философии, этнографии, а также материального и духовного наследия Японии.

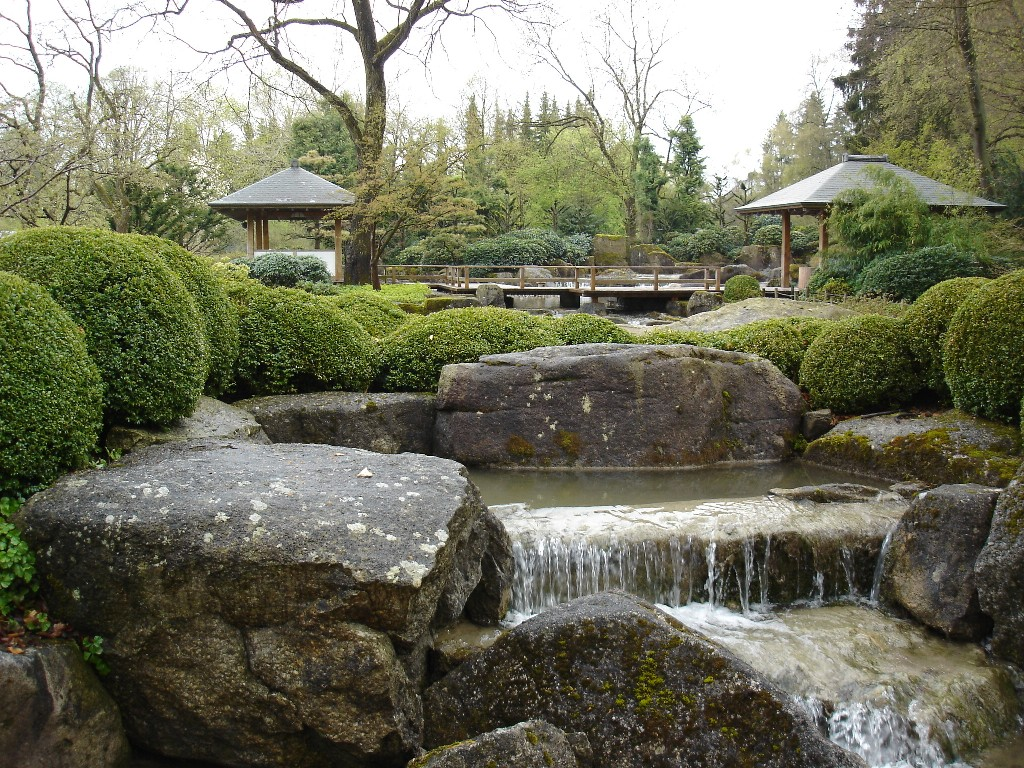
Японский сад в Аугсбурге (Германия)

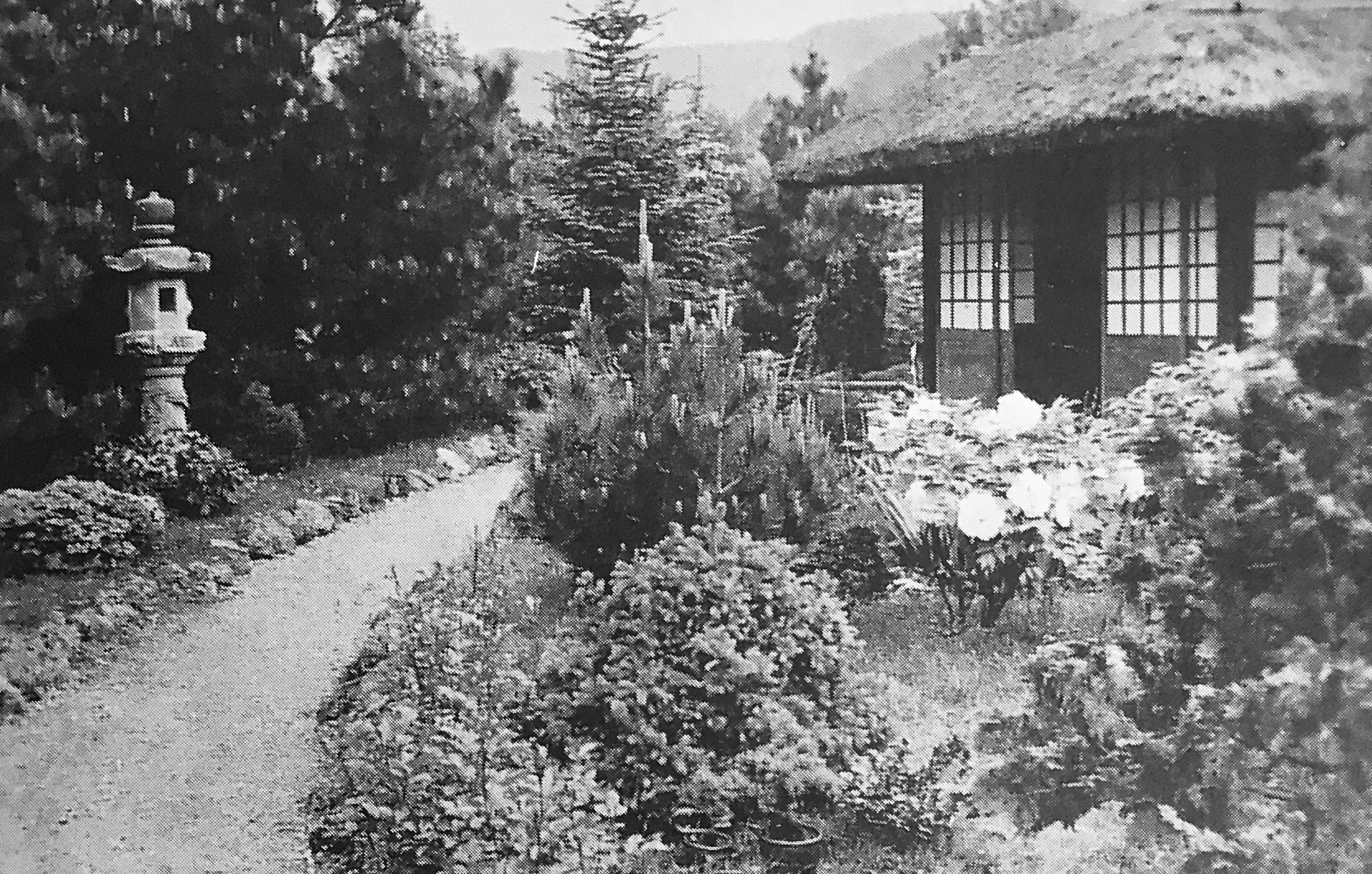
Японский чайный домик в саду Вeйнбреннера

Специалисты, посвятившие свою профессиональную деятельность исследованию Японии, называются японоведами или японистами. Их работа включает в себя анализ и интерпретацию различных феноменов японской культуры и общества, а также распространение знаний о Японии через научные исследования, преподавание и публикации.

## Японисты
- Акунин Борис (настоящее имя Григорий Чхартишвили) (род. 1956) — русский писатель, учёный-японист, литературовед, переводчик, общественный деятель
- Бондаренко, Иван Петрович (филолог) (род. 1955) — советский и украинский учёный (языковед и переводчик), доктор филологических наук, профессор.
- Воблый, Борис Иванович (1883 — ?) — общественный деятель на Дальнем Востоке
- Елисеев, Сергей Григорьевич (1889—1975) — русский востоковед
- Капранов, Сергей Виталиевич (род. 1963) — культуролог, религиовед, японист
- Кин, Дональд Лоуренс (1922—2019) — американский японовед, переводчик японской литературы. Профессор-эмерит Колумбийского университета, в котором преподавал более 50 лет
- Ксаверий Франциск (1506—1552) — католический святой и миссионер. Один из основателей Общества Иисуса (ордена Иезуитов). Первый католический миссионер в Японии
- Поливанов, Евгений Дмитриевич (1891—1938) — русский и советский лингвист, востоковед и литературовед. Автор системы транскрибирования японских слов русской кириллицей
- Пущенко, Фёдор Демьянович (1879 — после 1938) — украинский языковед, японист, автор первого украино-японского словаря, учебника по японскому языку, преподаватель иностранных языков, востоковед
- Резаненко, Владимир Фёдорович (род. 1937) — советский и украинский учёный, доктор филологических наук, обществовед. Специалист по китайской иероглифической письменности, японскому языку
- Ричи, Дональд (журналист) (1924—2013) — американский журналист, киновед и кинорежиссёр, специалист по японской культуре
- Сатоу, Эрнест Мейсон (1843—1929) — британский учёный, дипломат, путешественник, ботаник, соавтор словарей и японовед. Ключевая фигура британско-японских отношений в эпоху Бакумацу и эру Мейдзи
- Филиппов, Александр Викторович (род. 1962) - советский и российский историк-японист, доктор исторических наук, специалист по истории, культуре и праву Японии периода сёгуната Токугавы.
- Хадаши Ева (настоящее имя — Евгения Суда) (род. 1975) — кандидат искусствоведения, магистр филологии, японист, музыковед, писатель, автор монографии «Западные влияния в музыкальном искусстве Японии периода Мэйдзи (1868—1912)»
- Хидаши, Юдит (род. 1948) — венгерская лингвистка, ученая-японистка, профессор лингвистики
- Херн, Лафкадио (1850—1904) — ирландско-американский прозаик, переводчик и востоковед, специалист по японской литературе